# Joshua Norton

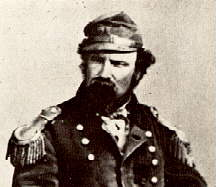
Joshua Norton

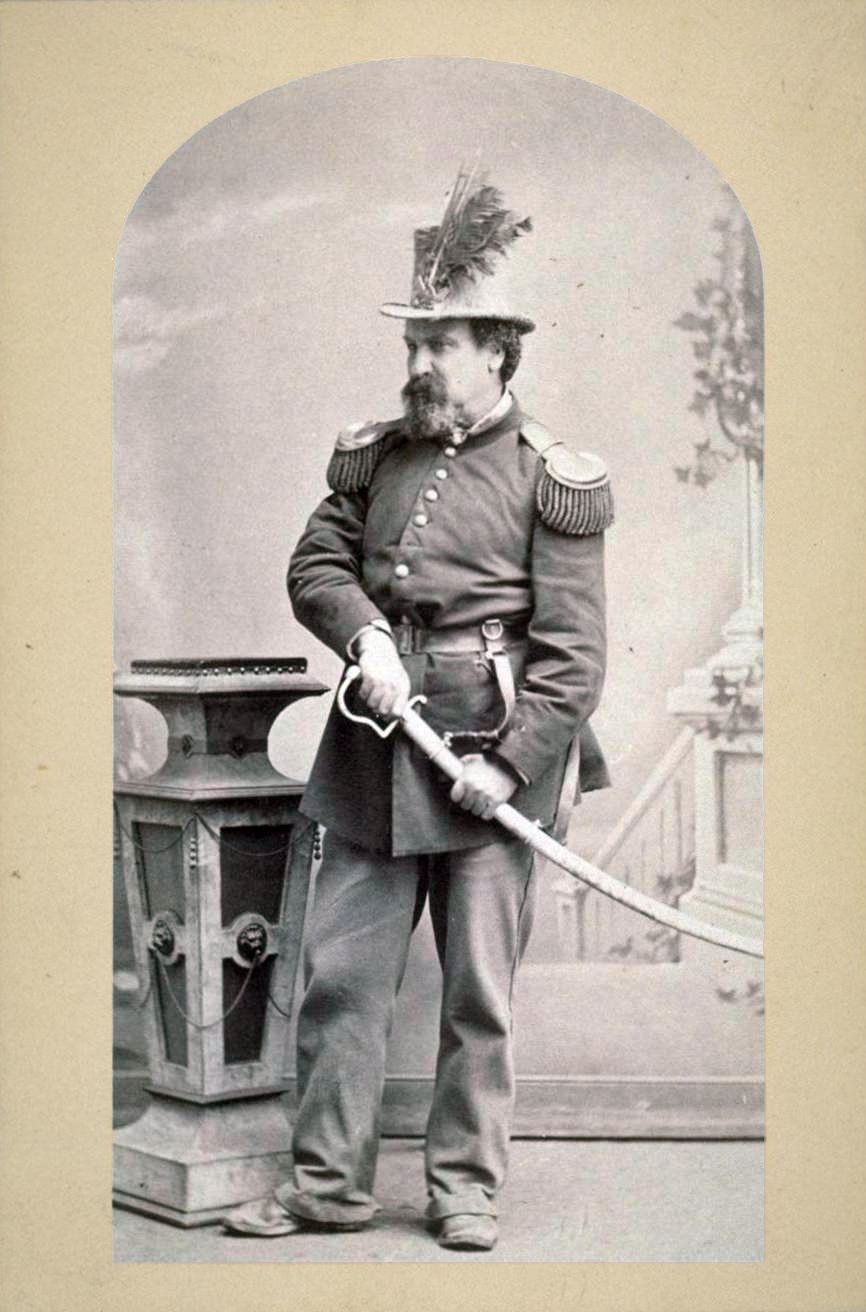
Norton I in uniform

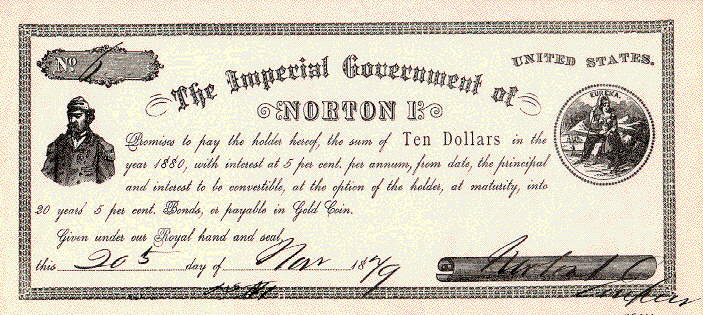
Een tien dollarbiljet uitgegeven door de Keizerlijke Regering van Norton I

Joshua Abraham Norton (Londen, 14 februari 1818 – San Francisco, 8 januari 1880) was een inwoner van San Francisco die zichzelf als Norton I tot keizer van de Verenigde Staten kroonde. Ook verklaarde hij zichzelf beschermheer van Mexico.
Dit fait divers kreeg grote belangstelling van de bevolking door de publiciteit die er rond gevoerd werd.

## Levensloop
Joshua Norton werd geboren in 1818 in Londen, Verenigd Koninkrijk. Hij verhuisde al jong naar de Britse Kaapkolonie. In 1849 verhuisde hij naar San Francisco in de Verenigde Staten.  
Hij verklaarde zichzelf tot keizer op 17 september 1859 door naar het kantoor te gaan van de krant San Francisco Bulletin, met een papier in zijn hand met de woorden:
At the pre-emptory request of a large majority of the citizens of these United States, I Joshua Norton, formerly of Algoa Bay, Cape of Good Hope, and now for the last nine years and ten months past of San Francisco, California, declare and proclaim myself the Emperor of these United States.

De redactie plaatste een artikel in de krant. De burgers van San Francisco vonden het erg grappig en speelden het spelletje mee. Norton was een veel geziene persoonlijkheid in de stad, wanneer hij met zijn blauwgrijze uniform door de straten wandelde (als compromis tussen de blauwbloezen van de Unie en de grijze uniformen van de Confederates). Daarbij werd hij door iedereen gegroet. Hij inspecteerde ook wat er allemaal gebeurde in zijn naam, openbare werken en dergelijke konden altijd een paar maal de keizer verwachten. 
Een jonge agent arresteerde hem in 1867 vanwege 'openbare mentale stoornis'. De inwoners van San Francisco reageerden woedend, en de commissaris liet hem ook weer snel vrij, met de woorden: "that he has shed no blood; robbed no one; and despoiled no country; which is more than can be said of his fellows in that line". Het politiekorps bood de keizer excuses aan. Norton was echter niet boos, en gaf zelfs een 'Keizerlijk pardon' aan de agent.
Toch was dit meespelen niet geheel vrijblijvend: een rederij in San Francisco, die Zijne Majesteit een gratis overtocht had geweigerd, zag zich genoodzaakt zich bij Zijne Majesteit te verontschuldigen, nadat de keizer een proclamatie had uitgegeven, waarin hij zijn onderdanen opriep tot een boycot van de bewuste rederij. 
Om zijn rekeningen te betalen, gaf hij zelf bankbriefjes uit met zijn beeltenis. De San Francisco Bulletin, die in Norton een leuke stunt zag, betaalde de waarde ervan terug. Van de stad kreeg hij een fiets als zijn keizerlijk vervoer, en hij kon ook altijd rekenen op een plaats in de opera. De krant zorgde goed voor zijn keizer, en Norton I ging eten in de beste restaurants van San Francisco.
Maar Norton voerde ook een echt beleid (al werd het niet uitgevoerd). Zo schafte hij in 1869 de Republikeinen en Democraten af. Dit waren subversieve bewegingen, beweerde hij. Ook zou hij pleiten voor het oprichten van een Liga der Naties, waarin geschillen vreedzaam zouden opgelost worden, een Volkenbond avant la lettre. Deze besluiten en vele anderen werden allemaal gepubliceerd in de San Francisco Bulletin. De lezers waren er dol op, en de oplage van de krant schoot de hoogte in.
Tijdens zijn 'regime' werkten er veel Chinese arbeiders in San Francisco. Hierdoor ontstonden anti-China demonstraties. Toen op een zekere dag de Chinezen tegenover de demonstranten stonden (en die waren al eerder op grote vechtpartijen uitgelopen), ging Norton ertussen staan, hield een toespraak, en uiteindelijk gingen de partijen vredig uit elkaar.

### Overlijden
Joshua Norton stierf in 1880 kinderloos (en dus zonder opvolger), plotseling midden op straat, aan een hartaanval. In eerste instantie zou Norton begraven worden in een kist voor zwervers, gemaakt van eenvoudig sequoiahout, maar leden van de Pacific Club (een club van zakenmannen uit San Francisco) richtten een begrafenisfonds op dat een mooie palissander kist betaalde en een fatsoenlijke waardige uitvaart regelde. Nortons uitvaart, op zondag 10 januari, was plechtig, treurig en een grote gebeurtenis. Er werd met respect afscheid genomen, "door alle klassen van kapitalisten tot paupers, van de geestelijken tot aan de zakkenrollers, van de goed geklede dames tot die waarvan het gewaad en het dragen ervan de sociale klasse als paria lieten doorschemeren." Sommige bronnen hebben het over bezoekersaantallen van 30.000 mensen die langs de straten hommage gaven. In die tijd bestond de bevolking van San Francisco uit niet meer dan 230.000 inwoners. Norton werd begraven op de Masonic Cemetery, op kosten van de Stad San Francisco. 
In 1934 werden Nortons overblijfselen, samen met die van alle andere graven in de stad, naar een nieuwe, moderne begraafplaats gebracht: de Woodlawn Cemetery in Colma. De plek waar hij herbegraven is is gemarkeerd door een grote steen waarin de tekst "Norton I, Emperor of the United States and Protector of Mexico" (Norton I, Keizer van de Verenigde Staten en Beschermheer van Mexico) gegraveerd staat. Naast hem ligt de zelfverklaarde "Her Royal Majesty, Empress of San Francisco, José I, The Widow Norton." (Hare Koninklijke Majesteit, Keizerin van San Francisco, José I, De Weduwe Norton)

## In de media
Het Lucky Luke-album L'empereur Smith of Zijne keizerlijke hoogheid Smith verwijst meermaals naar Joshua Norton, ofschoon er ook verschillen zijn; zo is de fictieve Keizer Smith geen stadsbewoner maar wel een rijke landbouwer. In een appendix wordt naar de echte keizer Norton I verwezen.
Joshua Norton speelt een hoofdrol in het stripverhaal Three Septembers and a January door Neil Gaiman en Shawn McManus.